# Rolinha
A rolinha (Columbina) é um gênero de aves columbiformes da família Columbidae que vivem no Novo Mundo. Elas variam do sul dos Estados Unidos até a América Central e grande parte da América do Sul. As rolinhas são normalmente encontradas em pares ou pequenos rebanhos e geralmente ocorrem em campo aberto. Elas têm íris marrons e pernas rosadas. Em voo, algumas espécies mostram um brilho distinto de ruivo nas asas, enquanto outras mostram padrões de asas em preto e branco.
O gênero foi introduzido em 1825 pelo naturalista alemão Johann Baptist von Spix. O nome vem do latim columbinus que significa "de uma pomba" ou "semelhante a uma pomba". A espécie-tipo foi designada como a C. strepitans pelo zoólogo inglês George Robert Gray em 1841. Este táxon é agora considerado como uma subespécie da rolinha-picui Columbina picui strepitans.
O gênero contém nove espécies:
- Rolinha-inca, Columbina inca
- Fogo-apagou, Columbina squammata
- Rolinha-cinzenta, Columbina passerina
- Rolinha-de-asa-canela, Columbina minuta
- Pomba-de-buckley, Columbina  buckleyi
- Rolinha-roxa, Columbina talpacoti
- Rolinha-picui, Columbina picui
- Rola-de-banda-grená, Columbina cruziana
- Rolinha-do-planalto, Columbina cyanopis